# 하산탑

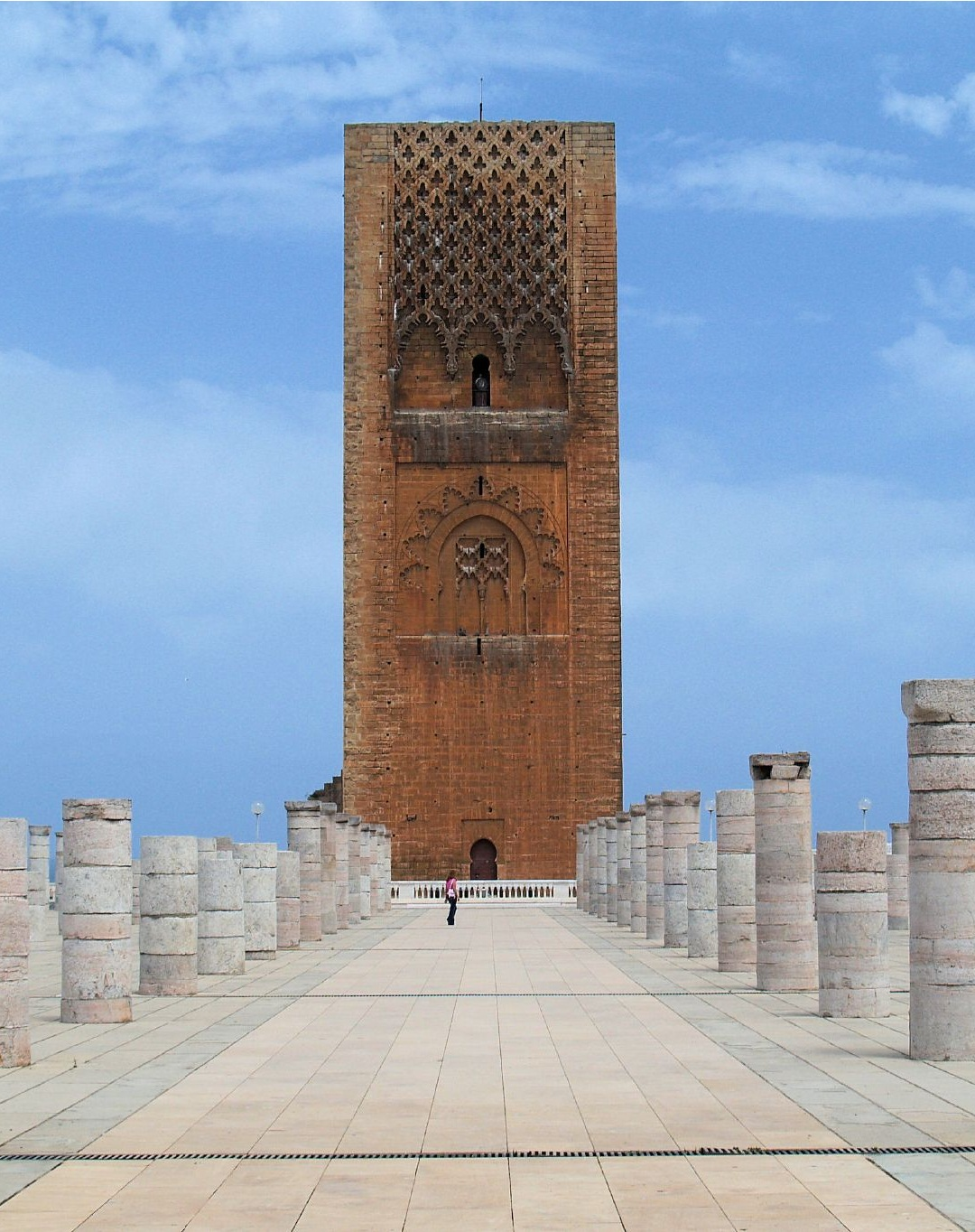

하산 탑(Hassan Tower, صومعة حسان)은 모로코 라바트의 미완성된 모스크의 미나레트이다.
알모하드 왕조의 제3대 야콥 알만수르가 12세기말경 장대한 모스크의 건설을 시도했으나 얼마 후 그가 죽으면서 공사는 중단되었다. 이 탑은 미완성인 채로 남겨진 환상의 모스크 첨탑으로 1변 16m의 정사각형으로 높이 44m까지 올라가다 중단되었는데 완성되었더라면 아프리카 최대의 모스크가 되었을 것으로 짐작된다. 에스파냐 무어 양식의 대표적 건축물의 하나이다.